# PSR B1257+12
PSR B1257+12，前稱為PSR 1257+12，又稱為PSR J1300+1240，又名「巫妖星」（Lich），是一顆位於室女座的脈衝星，距離太陽大約2,300光年。
這顆脈衝星受到注意的地方，在於它擁有一行星系，現時已知有三顆行星圍繞其運行，這些行星也是首批被發現的太陽系外行星。
這顆脈衝星最先於1990年由波蘭天文學家亞歷山大·沃爾茲森，於1990年以位於波多黎各阿雷西博的射電望遠鏡發現的。它屬於毫秒脈衝星，為中子星的一種，自轉週期為6.22毫秒，但他卻發現其脈衝信號出現不尋常，遂對它作更深入的觀測。

## 行星
| 成員 (依恆星距離) | 质量             | 半長軸 (AU) | 轨道周期 (天)    | 離心率          | 傾角 | 半径 |
| ----------------- | ---------------- | ----------- | ---------------- | --------------- | ---- | ---- |
| A                 | 0.020 ± 0.002 M⊕ | 0.19        | 25.262 ± 0.003   | 0.0             | ~50° | —    |
| B                 | 4.3 ± 0.2 M⊕     | 0.36        | 66.5419 ± 0.0001 | 0.0186 ± 0.0002 | 53°  | —    |
| C                 | 3.9 ± 0.2 M⊕     | 0.46        | 98.2114 ± 0.0002 | 0.0252 ± 0.0002 | 47°  | —    |

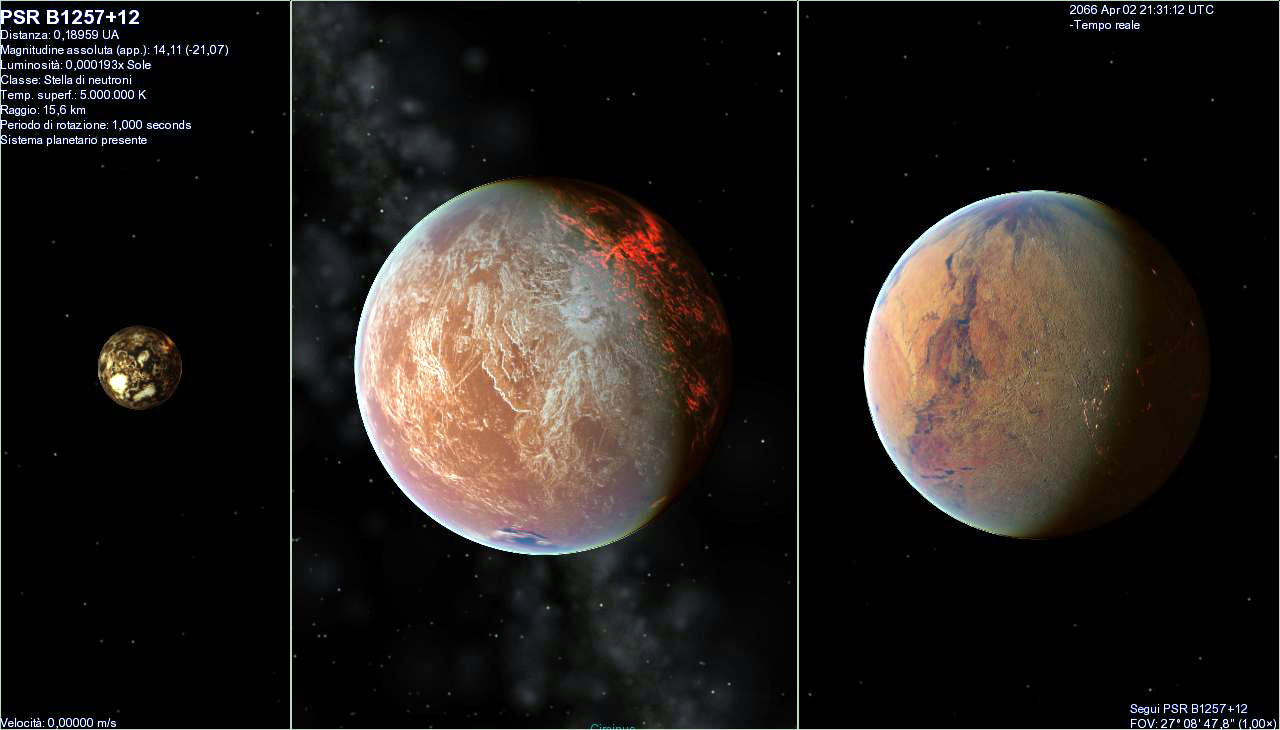
藝術家概念下的依照大小和軌道距離排序的PSR B1257+12行星

1992年，沃爾茲森與加拿大天文學家戴爾·弗雷一同發現有兩顆行星圍繞這顆脈衝星公轉，它們是首批被發現的脈衝星行星和系外行星，當時的天文學家一般認為，行星應只會在主序星周圍找到，加上另一顆脈衝星PSR B1829−10因數據計算錯誤，而被推翻其存在行星的說法，因此人們仍對脈衝星行星存在的可能性抱持懷疑態度。及後，人們又找到第三顆繞PSR 1257+12公轉的行星，又認為它存在小行星帶或古柏帶。
這三顆行星及後得以證實，人們推測它們是氣體行星剩下的岩石內核，或是恆星經超新星爆炸後，第二輪形成的行星。如果它們原先是大型氣體行星，它們應擁有較大的岩石內核，在超新星爆炸後，它們的大氣被衝擊波吹走，其剩餘岩核的軌道也漸漸與恆星接近。
2005年，美國普林斯頓大學天文學家馬克·丘赫內爾認為，這些行星的內部可能富含碳元素，在強大的內部壓力下，這些碳元素也變成鑽石。
這些行星最初以大寫A至D來表示，有別於一般日外行星以“b”開始的英文小寫排序，脈衝星是以日距作排列次序，由近至遠，與其他恆星以發現時間來排列的方式不同。

### PSR B1257+12 A
PSR B1257+12 A（PSR B1257+12 b）又名屍鬼星，處於最接近脈衝星的位置，平均日距為0.19天文單位，其質量約為月球的兩倍，半徑約1400公里，公轉週期為25.262天，表面溫度約1763K。在1997年，有觀點認為這顆行星其實並不存在，只是恆星發出的太陽風，但後來這個說法已給推翻。這顆星球在過去是人類已知質量最低的行星，僅比月球的質量大一倍，但後來被質量與月球相若的克卜勒37b所取代。

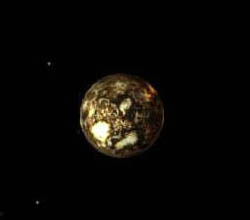
PSR B1257+12 A

### PSR B1257+12 B
PSR 1257+12 B（PSR B1257+12 c）又名騷幽星的平均日距為0.36 AU，比行星b遠，其質量為地球的四倍以上，半徑約10500公里，公轉週期為66.5419天，表面溫度約1269-1293K。由於它的軌道與行星d的接近，兩顆行星在接近時會互向對方作出攝動，人們可觀測其軌道數據的變化，這已證明了行星c和d的存在。

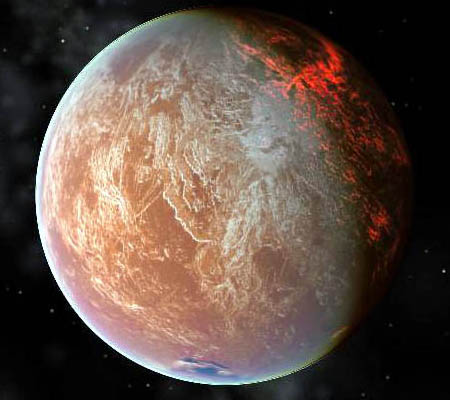
PSR 1257+12 B

### PSR B1257+12 C
PSR 1257+12 C（PSR B1257+12 d）又名梦星的平均日距為0.46 AU，比行星B遠0.1 AU，質量約為地球3.9倍，半徑約為9800公里，其公轉週期為98.2114天，表面溫度約1119-1148K。在PSR B1257+12 A於1994年被發現之前，這顆行星是人類已知質量最低的行星。儘管如此，其質量仍然大於地球3倍。

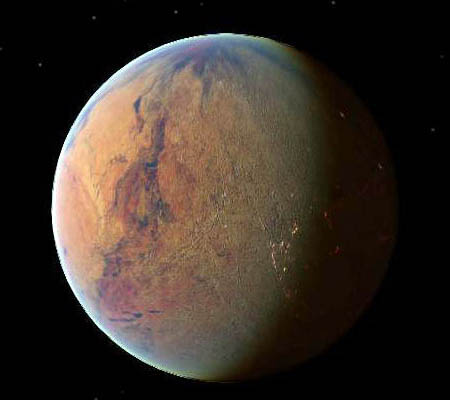
PSR B1257+12 C

### 第四顆行星
人們認為，系統除了上述三顆行星外，尚有其他天體存在，並以行星d來代表，估計平均日距約2.8天文單位，質量約地球的萬分之四倍，半徑約700公里，表面溫度約459K，自轉約五小時。它可能是小行星，或是一顆彗星，其可能質量上限為冥王星的0.2倍，直徑上限為1,000公里，但這個推測尚未證實。
於1996年，天文學家們宣佈他們發現了一個類似土星的氣體巨行星圍繞著脈衝星公轉，其半長軸為40 AU。但是，天文學家們後來卻發現，其天體位置所產生的信號頻率僅局限在430 MHz，並非如一般行星會產生任何頻率的信號，因此存在大型行星的說法被推翻，並認為其信號應是上述的小型天體造成的。他們因此宣佈該行星並非一個氣體巨行星，而是一個大小僅為冥王星1/5的矮行星，其平均半長軸為2.4 AU，公轉周期為4.6年。諷刺的是，矮行星的說法後來又被收回，全因「該星球的公轉並非週期性的，因此未能肯定其外貌與特質」。

## 請參閱
- 太陽系外行星
- 脈衝星行星
- 碳行星

## 相關網站
- 其他太阳系（页面存档备份，存于）
- 中国公众科技网：宇宙中可能存在钻石行星
- Pulsar Planets
- PSR 1257+12 on The Extrasolar Planets Encyclopaedia
- April 2014, Miriam Kramer 17. . Space.com.   [2020-10-15]. （原始内容存档于2020-12-07） （英语）.

1. 1 2  其軌道傾角是基於系統中另兩顆行星傾角分別為 53° 和 47°，而推定是 50°。引述質量是基於這假設的傾角。
2. ↑  確定軌道傾角的方式包含了簡併法，因為無法確認行星是順時針或逆時針運動，軌道傾角另一個互補值是127 ± 4°。
3. ↑  確定軌道傾角的方式包含了簡併法，因為無法確認行星是順時針或逆時針運動，軌道傾角另一個互補值是133 ± 3°。